# Ракита (Караш-Северин)
Ракита (рум. Răchita) насеље је у Румунији у округу Караш-Северин у општини Шопоту Ноу. Oпштина се налази на надморској висини од 434 m.

## Историја
По "Румунској енциклопедији" место је било заселак, новог насеља Нови Сопот, који је формиран 1828. године. Због велике поплаве 1910. године становници из Сопота су прешли и у Ракиту.
Године 1797. ту су била два свештеника. Пароси, поп Мојсе Мартинов (рукоп. 1780) и поп Алексије Поповић (1796) служе се само румунским језиком.

## Становништво
Према подацима из 2002. године у насељу је живело 167 становника, од којих су сви румунске националности.